# Andrzej Nowikow

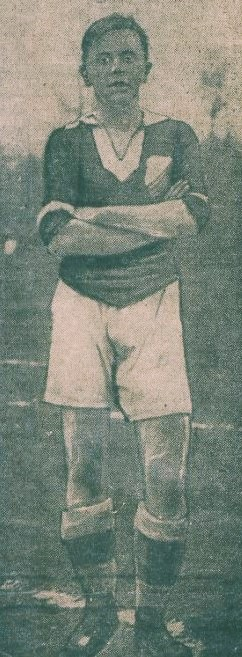
Andrzej Nowikow jako obrońca Polonii Warszawa w sezonie 1925/26

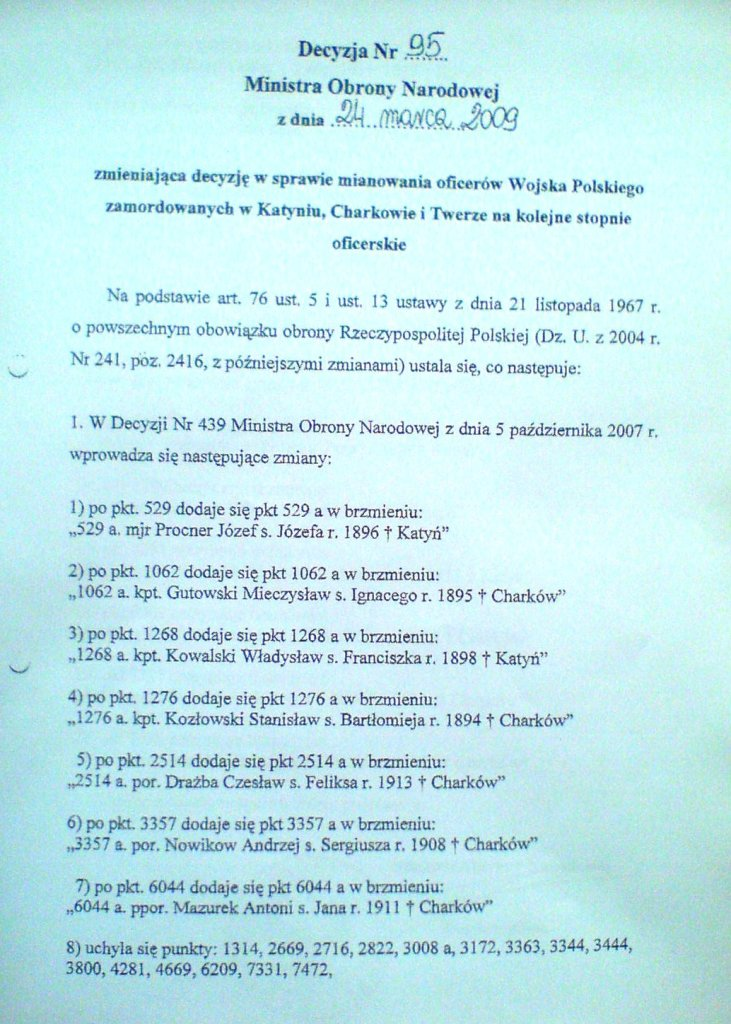
Decyzja Nr 95 MON

Andrzej Bohdan Nowikow (ur. 30 kwietnia 1908 w Warszawie, zm. 12 września 1939 pod Birczą) – polski sportowiec (piłkarz, tenisista stołowy i hokeista), trener hokeja, sędzia narciarski oraz ratownik górski i oficer rezerwy Wojska Polskiego.

## Życiorys
Syn Sergiusza (ur. 1864), generała majora armii rosyjskiej, i Heleny z Narwoń-Jakubowskich (Heleny Narvi Jakubowskiej) urodzony 30 kwietnia 1908 w Warszawie, ówczesnej stolicy Królestwa Polskiego.
Przed 1 września 1925 został przyjęty w poczet graczy Polskiego Związku Piłki Nożnej jako zawodnik Polonii Warszawa i otrzymał dowód tożsamości gracza nr 3737. W barwach Polonii, w Mistrzostwach Polski w 1926 zdobył tytuł wicemistrza kraju, natomiast w sezonie 1927–1932 i 1934, rozegrał łącznie 96 meczów w Lidze.
Szkołę podchorążych rezerwy ukończył w stopniu plutonowego podchorążego w kompanii ciężkich karabinów Batalionu Podchorążych Rezerwy Piechoty Nr 5 w Łobzowie (sierpień 1931 – maj 1932), a następnie odbył praktykę w 21 pułku piechoty w Warszawie. Później ukończył Centralny Instytut Wychowania Fizycznego w Warszawie. Po ukończeniu studiów wyjechał do Krynicy, gdzie został zawodnikiem i trenerem klubu hokejowego KTH Krynica. W Mistrzostwach Polski w 1937 trenowana przez niego drużyna zdobyła zajęła trzecie miejsce. Był także cenionym organizatorem sportu w uzdrowisku. Uczestniczył w pracach Komisji Saneczkarskiej Polskiego Związku Narciarskiego. Był honorowym nauczycielem narciarstwa–instruktorem mianowanym przez PZN, sędzią okręgowym PZN oraz członkiem okręgowych komisji egzaminacyjnych dla instruktorów i dla sędziów.
Na stopień podporucznika rezerwy został mianowany ze starszeństwem z 1 stycznia 1935 i 353. lokatą w korpusie oficerów piechoty. 20 grudnia 1937 ukończył kurs ratownictwa górskiego Towarzystwa Krzewienia Narciarstwa i został kierownikiem Zimowego Górskiego Pogotowia TKN w Krynicy.
Jesienią 1938 został powołany na ćwiczenia rezerwy w 1 pułku strzelców podhalańskich w Nowym Sączu. Wziął udział w operacji zaolziańskiej. 24 sierpnia 1939 został zmobilizowany do Sądeckiego Batalionu Obrony Narodowej i wyznaczony na stanowisko dowódcy plutonu w 3 kompanii ON „Krynica”. W szeregach tego oddziału uczestniczył w kampanii wrześniowej. Po 11 września objął dowództwo 3 kompanii.
Poległ 12 września 1939 lub zmarł następnego dnia, w następstwie odniesionych ran, w walce pod Birczą i został pogrzebany  w zbiorowej mogile na cmentarzu w Borownicy. Stefan Csorich – żołnierz 3 kompanii ON i zawodnik KTH Krynica wspominał o pozostawieniu porucznika Nowikowa na polu walki i swoim wrażeniu, że został on śmiertelnie ranny.
Był żonaty, miał jedno dziecko.

### Inne wersje śmierci
- 1996 na łamach „Krynickich Zdrojów” odnośnie porucznika Nowikowa pojawiła się wzmianka, że zginął w Katyniu[22].

- 24 marca 2009 minister obrony narodowej Bogdan Klich mianował pośmiertnie Andrzeja Nowikowa na stopień kapitana jako ofiarę zbrodni katyńskiej w Charkowie wiosną 1940[23]. Nowikow nie figuruje na żadnej z miarodajnych list ofiar z Charkowa (IPN-u katyn.ipn.gov.pl, MKiDN katyn.miejscapamieci.gov.pl, w charkowskiej księdze cmentarnej pod red. Tucholskiego).